# CHL Player of the Year

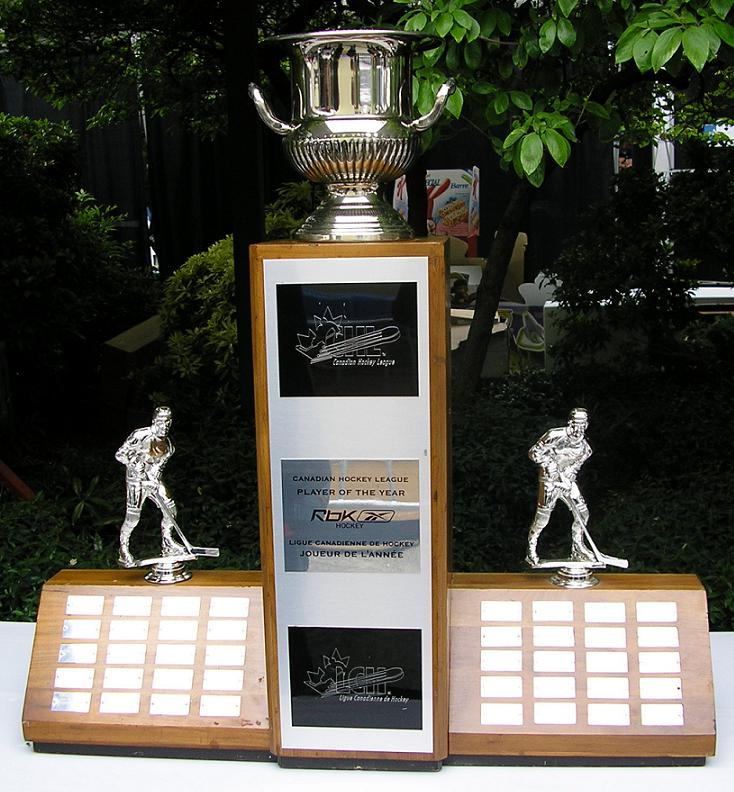
Trofej Player of the Year

CHL Player of the Year je každoročně udělované hokejové ocenění nejlepšímu hráči působícím v některé z lig, které zastřešuje Canadian Hockey League. Tento hráč je vybrán z držitelů trofejí: Red Tilson Trophy, Michel Brière Memorial Trophy a Four Broncos Memorial Trophy.

## Držitelé CHL Player of the Year
| Sezóna  | Hráč                 | Tým                          | Liga      |
| ------- | -------------------- | ---------------------------- | --------- |
| 2022/23 | Connor Bedard        | Regina Pats                  | WHL       |
| 2021/22 | Logan Stankoven      | Kamloops Blazers             | WHL       |
| 2020/21 | neuděleno            | neuděleno                    | neuděleno |
| 2019/20 | Alexis Lafrenière    | Rimouski Océanic             | QMJHL     |
| 2018/19 | Alexis Lafrenière    | Rimouski Océanic             | QMJHL     |
| 2017/18 | Alex Barré-Boulet    | Blainville-Boisbriand Armada | QMJHL     |
| 2016/17 | Alex DeBrincat       | Erie Otters                  | OHL       |
| 2015/16 | Mitchell Marner      | London Knights               | OHL       |
| 2014/15 | Connor McDavid       | Erie Otters                  | OHL       |
| 2013/14 | Anthony Mantha       | Foreurs de Val-d’Or          | QMJHL     |
| 2012/13 | Jonathan Drouin      | Halifax Mooseheads           | QMJHL     |
| 2011/12 | Brendan Shinnimin    | Tri-City Americans           | WHL       |
| 2010/11 | Ryan Ellis           | Windsor Spitfires            | OHL       |
| 2009/10 | Jordan Eberle        | Regina Pats                  | WHL       |
| 2008/09 | Cody Hodgson         | Brampton Battalion           | OHL       |
| 2007/08 | Justin Azevedo       | Kitchener Rangers            | OHL       |
| 2006/07 | John Tavares         | Oshawa Generals              | OHL       |
| 2005/06 | Alexandr Radulov     | Remparts de Québec           | QMJHL     |
| 2004/05 | Sidney Crosby        | Rimouski Océanic             | QMJHL     |
| 2003/04 | Sidney Crosby        | Rimouski Océanic             | QMJHL     |
| 2002/03 | Corey Locke          | Ottawa 67’s                  | OHL       |
| 2001/02 | Pierre-Marc Bouchard | Saguenéens de Chicoutimi     | QMJHL     |
| 2000/01 | Simon Gamache        | Val-d'Or Foreurs             | QMJHL     |
| 1999/00 | Brad Richards        | Rimouski Océanic             | QMJHL     |
| 1998/99 | Brian Campbell       | Ottawa 67’s                  | OHL       |
| 1997/98 | Sergej Varlamov      | Swift Current Broncos        | WHL       |
| 1996/97 | Alyn McCauley        | Ottawa 67’s                  | OHL       |
| 1995/96 | Christian Dubé       | Sherbrooke Castors           | QMJHL     |
| 1994/95 | David Ling           | Kingston Frontenacs          | OHL       |
| 1993/94 | Jason Allison        | London Knights               | OHL       |
| 1992/93 | Pat Peake            | Detroit Junior Red Wings     | OHL       |
| 1991/92 | Charles Poulin       | Saint-Hyacinthe Laser        | QMJHL     |
| 1990/91 | Eric Lindros         | Oshawa Generals              | OHL       |
| 1989/90 | Mike Ricci           | Peterborough Petes           | OHL       |
| 1988/89 | Bryan Fogarty        | Niagara Falls Thunder        | OHL       |
| 1987/88 | Joe Sakic            | Swift Current Broncos        | WHL       |
| 1986/87 | Rob Brown            | Kamloops Blazers             | WHL       |
| 1985/86 | Luc Robitaille       | Hull Olympiques              | QMJHL     |
| 1984/85 | Dan Hodgson          | Prince Albert Raiders        | WHL       |
| 1983/84 | Mario Lemieux        | Laval Voisins                | QMJHL     |
| 1982/83 | Pat LaFontaine       | Verdun Juniors               | QMJHL     |
| 1981/82 | Dave Simpson         | London Knights               | OHL       |
| 1980/81 | Dale Hawerchuk       | Cornwall Royals              | QMJHL     |
| 1979/80 | Doug Wickenheiser    | Regina Pats                  | WHL       |
| 1978/79 | Pierre Lacroix       | Trois-Rivières Draveurs      | QMJHL     |
| 1977/78 | Bobby Smith          | Ottawa 67’s                  | OHL       |
| 1976/77 | Dale McCourt         | St. Catharines Fincups       | OHL       |
| 1975/76 | Peter-John Lee       | Ottawa 67’s                  | OHL       |
| 1974/75 | Ed Staniowski        | Regina Pats                  | WHL       |